# Avro 561 Andover
Dimensions
L'Avro 561 Andover est un avion de transport britannique de l'Entre-deux-guerres. 

## Origine et développement
En juin 1921 la RAF ouvrit une liaison postale entre Le Caire et Baghdad avec des bimoteurs Airco DH.10, tout en recherchant un autre appareil pour assurer cette route traversant le désert. Roy Chadwick proposa d’adapter sur la voilure, l’empennage et le train d’atterrissage de l’Avro Aldershot. Un nouveau fuselage permet de loger 12 passagers en cabine fermée, le pilote et un navigateur occupant un poste ouvert situé au-dessus du fuselage, en arrière de la cabine. La structure de ce fuselage était monocoque en bois à l’avant, en tubes métalliques à revêtement entoilé dans sa partie arrière. Le carburant était logé dans deux volumineux réservoirs plaqués sous le plan supérieur, alimentant le moteur Rolls-Royce Eagle par gravité. Le projet offrant une capacité supérieure de 25 % à celle du DH.10, la RAF commanda 4 appareils, qu’elle baptisa Andover.

## Versions
- Avro 561 Andover : Le premier vol de l’Andover eut lieu en juin 1924 et le 28 du même mois l’avion fit sa première apparition publique, mais la ligne Le Caire-Baghdad avait entre-temps été transférée à Imperial Airways. La RAF, qui n’avait plus l’utilité de ce biplan, fit réaménager trois de ces avions (J7261/3) pour le transport sanitaire avec 6 civières en cabine. Ces Avro Andover furent basés à RAF Halton, où un important hôpital militaire fut créé en 1927, les équipages provenant de l'escadron No 99.
- Avro 563 Andover : Malgré le transfert de la liaison postale à Imperial Airways, le dernier Andover (J7264) fut achevé avec un aménagement commercial pour 12 passagers avec quelques modifications comme l’ajout d’un cabinet de toilette. Cet appareil qui prit l’air en mars 1925 fut loué à Imperial Airways et utilisé avec immatriculation civile (G-EBKW) pour des essais commerciaux sur la Manche au cours de l’été 1925. Rendu à la RAF en janvier 1927, il devait ensuite rejoindre les 3 Avro 561 à RAF Halton et devenir une ambulance.